# 卡斯特罗蓬塞
卡斯特罗蓬塞，是西班牙卡斯蒂利亚-莱昂巴利亚多利德省的一个市镇。总面积25平方公里，总人口178人（2001年），人口密度7人/平方公里。